# Världsmästerskapet i fotboll 1970
Världsmästerskapet i fotboll 1970 spelades i Mexiko 31 maj–21 juni 1970.
Brasilien triumferade när man tog sitt tredje VM-guld och legendariske stjärnan Pelé gjorde sitt sista världsmästerskap. Tidigare hade Brasilien vunnit 1958 och  1962. I finalen möttes för första gången två tidigare världsmästare och Brasilien kom i och med sina tredje seger att behålla VM-trofén, Coupe Jules Rimet. De regerande världsmästarna England förlorade sin kvartsfinal mot Västtyskland med 3–2.
Centralamerikanska El Salvador deltog, efter att först ha utkämpat fotbollskriget mot grannlandet Honduras, där långvariga motsättningar, av såväl ekonomisk som politisk karaktär, ledde till krig utlöst av kvalmatcherna.
VM-slutspelet var första gången som fotboll sändes direkt från Latinamerika i europeiska TV och första gången som matcherna sändes i färg-tv.

## Minnesvärt

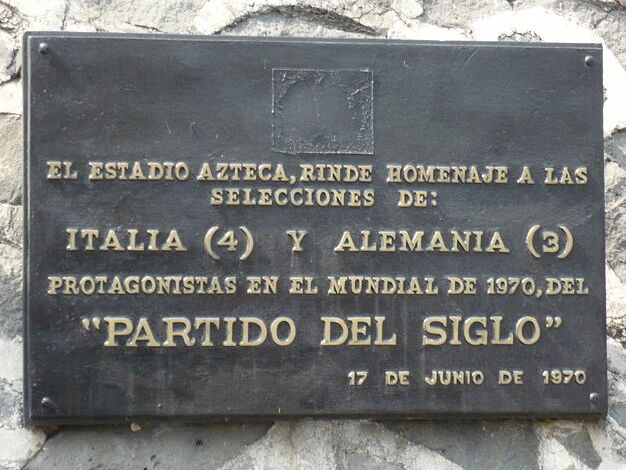
Minnesplakett vid Aztekastadion i Mexico City.

Till övriga höjdpunkter under slutspelet hörde tyska stjärnan Uwe Seelers nick med baksidan av huvudet i mål i kvartsfinalen mot England. I semifinalen mot Italien bröt den tyske liberon Franz Beckenbauer nyckelbenet, men lyckades fullborda matchen i mitella. Västtyskland hade även en av fotbollshistoriens största målskyttar i sitt livs form. Gerd Müller gjorde hela 10 mål under VM-turneringen och blev VM:s skyttekung. Müller gjorde bl.a. tre mål mot Peru och Bulgarien under gruppspelet. 
I Brasiliens match mot Tjeckoslovakien uppmärksammade Pelé att den tjeckoslovakiska målvakten kommit alltför långt upp i banan, och Pelé lyckades sånär sätta en lobb från egen planhalva i det tjeckoslovakiska målet. Bollen smet dock strax utanför stolpen.
Århundradets match (tyska Jahrhundertspiel, italienska Partita del secolo)  kallas semifinalen mellan Italien och Västtyskland. Italien vann matchen efter förlängningen där fem mål gjordes, den enda gången detta skett i VM-historien.

## Kvalspel
Totalt 75 nationer deltog i kvalspelet. Marocko blev den första afrikanska nationen i mästerskapet sedan Egyptens medverkan under VM 1934. Marocko, El Salvador och Israel var de debuterande lagen under detta mästerskap.

### Kvalificerade länder
| Grupp 1                                          | Grupp 2                                | Grupp 3                                            | Grupp 4                                     |
| - Belgien - El Salvador - Mexiko - Sovjetunionen | - Israel - Italien - Sverige - Uruguay | - Brasilien - England - Rumänien - Tjeckoslovakien | - Bulgarien - Marocko - Peru - Västtyskland |

## Spelorter
Fem arenor i fem orter användes under mästerskapet. 
| Mexiko 1970                        | Guadalajara León Mexico City Puebla Toluca | Guadalajara León Mexico City Puebla Toluca | Guadalajara León Mexico City Puebla Toluca     |
| Guadalajara                        | Guadalajara León Mexico City Puebla Toluca | Guadalajara León Mexico City Puebla Toluca | Guadalajara León Mexico City Puebla Toluca     |
| Estadio Jalisco Kapacitet: 66 000  | Guadalajara León Mexico City Puebla Toluca | Guadalajara León Mexico City Puebla Toluca | Guadalajara León Mexico City Puebla Toluca     |
| León                               | Mexico City                                | Puebla                                     | Toluca                                         |
| Estadio Nou Camp Kapacitet: 35 000 | Estadio Azteca Kapacitet: 114 600          | Estadio Cuauhtémoc Kapacitet: 46 000       | Estadio Luis Gutiérrez Dosal Kapacitet: 27 000 |

## Spelartrupper
Lagen skulle innan turneringens start skicka en deltagarlista till Fifa, på de spelare som skulle medverka i mästerskapet. Lagen fick bestå av maximalt 22 spelare.

## Gruppspel

### Grupp 1
| Nr | Lag           | S | V | O | F | GM | IM | MS | P |
| -- | ------------- | - | - | - | - | -- | -- | -- | - |
| 1  | Sovjetunionen | 3 | 2 | 1 | 0 | 6  | 1  | +5 | 5 |
| 2  | Mexiko        | 3 | 2 | 1 | 0 | 5  | 0  | +5 | 5 |
| 3  | Belgien       | 3 | 1 | 0 | 2 | 4  | 5  | −1 | 2 |
| 4  | El Salvador   | 3 | 0 | 0 | 3 | 0  | 9  | −9 | 0 |

| 1           | 31 maj 1970 | Mexiko | 0 – 0   | Sovjetunionen | Aztekastadion                                                       |                                                                     |
| 12:00 UTC−6 | 12:00 UTC−6 |        | Rapport |               | Mexico City Publik: 107 160 Domare: Kurt Tschenscher (Västtyskland) | Mexico City Publik: 107 160 Domare: Kurt Tschenscher (Västtyskland) |
| 12:00 UTC−6 | 12:00 UTC−6 |        |         |               | Mexico City Publik: 107 160 Domare: Kurt Tschenscher (Västtyskland) | Mexico City Publik: 107 160 Domare: Kurt Tschenscher (Västtyskland) |
| 12:00 UTC−6 | 12:00 UTC−6 |        |         |               | Mexico City Publik: 107 160 Domare: Kurt Tschenscher (Västtyskland) | Mexico City Publik: 107 160 Domare: Kurt Tschenscher (Västtyskland) |

| 5           | 3 juni 1970 | Belgien                                             | 3 – 0           | El Salvador | Aztekastadion                                                  |                                                                |
| 16:00 UTC−6 | 16:00 UTC−6 | Wilfried Van Moer 12′, 54′ Raoul Lambert 79′ (str.) | (1 – 0) Rapport |             | Mexico City Publik: 92 205 Domare: Andrei Rădulescu (Rumänien) | Mexico City Publik: 92 205 Domare: Andrei Rădulescu (Rumänien) |
| 16:00 UTC−6 | 16:00 UTC−6 |                                                     |                 |             | Mexico City Publik: 92 205 Domare: Andrei Rădulescu (Rumänien) | Mexico City Publik: 92 205 Domare: Andrei Rădulescu (Rumänien) |
| 16:00 UTC−6 | 16:00 UTC−6 |                                                     |                 |             | Mexico City Publik: 92 205 Domare: Andrei Rădulescu (Rumänien) | Mexico City Publik: 92 205 Domare: Andrei Rădulescu (Rumänien) |

| 9           | 3 juni 1970 | Sovjetunionen                                                         | 4 – 1           | Belgien           | Aztekastadion                                                |                                                              |
| 16:00 UTC−6 | 16:00 UTC−6 | Anatoliy Byshovets 14′, 63′ Kakhi Asatiani 57′ Vitaly Khmelnitsky 76′ | (1 – 0) Rapport | 86′ Raoul Lambert | Mexico City Publik: 95 261 Domare: Rudolf Scheurer (Schweiz) | Mexico City Publik: 95 261 Domare: Rudolf Scheurer (Schweiz) |
| 16:00 UTC−6 | 16:00 UTC−6 |                                                                       |                 |                   | Mexico City Publik: 95 261 Domare: Rudolf Scheurer (Schweiz) | Mexico City Publik: 95 261 Domare: Rudolf Scheurer (Schweiz) |
| 16:00 UTC−6 | 16:00 UTC−6 |                                                                       |                 |                   | Mexico City Publik: 95 261 Domare: Rudolf Scheurer (Schweiz) | Mexico City Publik: 95 261 Domare: Rudolf Scheurer (Schweiz) |

| 13          | 7 juni 1970 | Mexiko                                                                 | 4 – 0           | El Salvador | Aztekastadion                                            |                                                          |
| 12:00 UTC−6 | 12:00 UTC−6 | Javier Valdivia 45′, 46′ Javier Fragoso 58′ Juan Ignacio Basaguren 83′ | (1 – 0) Rapport |             | Mexico City Domare: Ali Kandil (Förenade Arabrepubliken) | Mexico City Domare: Ali Kandil (Förenade Arabrepubliken) |
| 12:00 UTC−6 | 12:00 UTC−6 |                                                                        |                 |             | Mexico City Domare: Ali Kandil (Förenade Arabrepubliken) | Mexico City Domare: Ali Kandil (Förenade Arabrepubliken) |
| 12:00 UTC−6 | 12:00 UTC−6 |                                                                        |                 |             | Mexico City Domare: Ali Kandil (Förenade Arabrepubliken) | Mexico City Domare: Ali Kandil (Förenade Arabrepubliken) |

| 17          | 10 juni 1970 | Sovjetunionen               | 2 – 0           | El Salvador | Aztekastadion                                      |                                                    |
| 16:00 UTC−6 | 16:00 UTC−6  | Anatoliy Byshovets 51′, 74′ | (0 – 0) Rapport |             | Mexico City Domare: Rafael Hormazábal Díaz (Chile) | Mexico City Domare: Rafael Hormazábal Díaz (Chile) |
| 16:00 UTC−6 | 16:00 UTC−6  |                             |                 |             | Mexico City Domare: Rafael Hormazábal Díaz (Chile) | Mexico City Domare: Rafael Hormazábal Díaz (Chile) |
| 16:00 UTC−6 | 16:00 UTC−6  |                             |                 |             | Mexico City Domare: Rafael Hormazábal Díaz (Chile) | Mexico City Domare: Rafael Hormazábal Díaz (Chile) |

| 21          | 11 juni 1970 | Mexiko                  | 1 – 0           | Belgien | Aztekastadion                                                           |                                                                         |
| 16:00 UTC−6 | 16:00 UTC−6  | Gustavo Peña 14′ (str.) | (1 – 0) Rapport |         | Mexico City Publik: 108 192 Domare: Ángel Norberto Coerezza (Argentina) | Mexico City Publik: 108 192 Domare: Ángel Norberto Coerezza (Argentina) |
| 16:00 UTC−6 | 16:00 UTC−6  |                         |                 |         | Mexico City Publik: 108 192 Domare: Ángel Norberto Coerezza (Argentina) | Mexico City Publik: 108 192 Domare: Ángel Norberto Coerezza (Argentina) |
| 16:00 UTC−6 | 16:00 UTC−6  |                         |                 |         | Mexico City Publik: 108 192 Domare: Ángel Norberto Coerezza (Argentina) | Mexico City Publik: 108 192 Domare: Ángel Norberto Coerezza (Argentina) |

### Grupp 2
| Nr | Lag     | S | V | O | F | GM | IM | MS | P |
| -- | ------- | - | - | - | - | -- | -- | -- | - |
| 1  | Italien | 3 | 1 | 2 | 0 | 1  | 0  | +1 | 4 |
| 2  | Uruguay | 3 | 1 | 1 | 1 | 2  | 1  | +1 | 3 |
| 3  | Sverige | 3 | 1 | 1 | 1 | 2  | 2  | 0  | 3 |
| 4  | Israel  | 3 | 0 | 2 | 1 | 1  | 3  | −2 | 2 |

| 2           | 2 juni 1970 | Uruguay                          | 2 – 0           | Israel | Estadio Cuauhtémoc                                       |                                                          |
| 16:00 UTC−6 | 16:00 UTC−6 | Ildo Maneiro 23′ Juan Mujica 50′ | (1 – 0) Rapport |        | Puebla Publik: 20 654 Domare: Bobby Davidson (Skottland) | Puebla Publik: 20 654 Domare: Bobby Davidson (Skottland) |
| 16:00 UTC−6 | 16:00 UTC−6 |                                  |                 |        | Puebla Publik: 20 654 Domare: Bobby Davidson (Skottland) | Puebla Publik: 20 654 Domare: Bobby Davidson (Skottland) |
| 16:00 UTC−6 | 16:00 UTC−6 |                                  |                 |        | Puebla Publik: 20 654 Domare: Bobby Davidson (Skottland) | Puebla Publik: 20 654 Domare: Bobby Davidson (Skottland) |

| 6           | 3 juni 1970 | Italien               | 1 – 0           | Sverige | Estadio Luis Dosal                                  |                                                     |
| 16:00 UTC−6 | 16:00 UTC−6 | Angelo Domenghini 10′ | (1 – 0) Rapport |         | Toluca Publik: 13 433 Domare: Jack Taylor (England) | Toluca Publik: 13 433 Domare: Jack Taylor (England) |
| 16:00 UTC−6 | 16:00 UTC−6 |                       |                 |         | Toluca Publik: 13 433 Domare: Jack Taylor (England) | Toluca Publik: 13 433 Domare: Jack Taylor (England) |
| 16:00 UTC−6 | 16:00 UTC−6 |                       |                 |         | Toluca Publik: 13 433 Domare: Jack Taylor (England) | Toluca Publik: 13 433 Domare: Jack Taylor (England) |

| 10          | 6 juni 1970 | Uruguay | 0 – 0   | Italien | Estadio Cuauhtémoc                                        |                                                           |
| 16:00 UTC−6 | 16:00 UTC−6 |         | Rapport |         | Puebla Publik: 29 968 Domare: Rudi Glöckner (Östtyskland) | Puebla Publik: 29 968 Domare: Rudi Glöckner (Östtyskland) |
| 16:00 UTC−6 | 16:00 UTC−6 |         |         |         | Puebla Publik: 29 968 Domare: Rudi Glöckner (Östtyskland) | Puebla Publik: 29 968 Domare: Rudi Glöckner (Östtyskland) |
| 16:00 UTC−6 | 16:00 UTC−6 |         |         |         | Puebla Publik: 29 968 Domare: Rudi Glöckner (Östtyskland) | Puebla Publik: 29 968 Domare: Rudi Glöckner (Östtyskland) |

| 14          | 7 juni 1970 | Sverige          | 1 – 1           | Israel                 | Estadio Luis Dosal                                      |                                                         |
| 12:00 UTC−6 | 12:00 UTC−6 | Tom Turesson 53′ | (0 – 0) Rapport | 56′ Mordechai Spiegler | Toluca Publik: 9 624 Domare: Seyoum Tarekegn (Etiopien) | Toluca Publik: 9 624 Domare: Seyoum Tarekegn (Etiopien) |
| 12:00 UTC−6 | 12:00 UTC−6 |                  |                 |                        | Toluca Publik: 9 624 Domare: Seyoum Tarekegn (Etiopien) | Toluca Publik: 9 624 Domare: Seyoum Tarekegn (Etiopien) |
| 12:00 UTC−6 | 12:00 UTC−6 |                  |                 |                        | Toluca Publik: 9 624 Domare: Seyoum Tarekegn (Etiopien) | Toluca Publik: 9 624 Domare: Seyoum Tarekegn (Etiopien) |

| 18          | 10 juni 1970 | Sverige       | 1 – 0           | Uruguay | Estadio Cuauhtémoc                                 |                                                    |
| 16:00 UTC−6 | 16:00 UTC−6  | Ove Grahn 90′ | (0 – 0) Rapport |         | Puebla Publik: 18 163 Domare: Henry Landauer (USA) | Puebla Publik: 18 163 Domare: Henry Landauer (USA) |
| 16:00 UTC−6 | 16:00 UTC−6  |               |                 |         | Puebla Publik: 18 163 Domare: Henry Landauer (USA) | Puebla Publik: 18 163 Domare: Henry Landauer (USA) |
| 16:00 UTC−6 | 16:00 UTC−6  |               |                 |         | Puebla Publik: 18 163 Domare: Henry Landauer (USA) | Puebla Publik: 18 163 Domare: Henry Landauer (USA) |

| 22          | 11 juni 1970 | Italien | 0 – 0   | Israel | Estadio Luis Dosal                                               |                                                                  |
| 16:00 UTC−6 | 16:00 UTC−6  |         | Rapport |        | Toluca Publik: 9 890 Domare: Ayrton Vieira de Moraes (Brasilien) | Toluca Publik: 9 890 Domare: Ayrton Vieira de Moraes (Brasilien) |
| 16:00 UTC−6 | 16:00 UTC−6  |         |         |        | Toluca Publik: 9 890 Domare: Ayrton Vieira de Moraes (Brasilien) | Toluca Publik: 9 890 Domare: Ayrton Vieira de Moraes (Brasilien) |
| 16:00 UTC−6 | 16:00 UTC−6  |         |         |        | Toluca Publik: 9 890 Domare: Ayrton Vieira de Moraes (Brasilien) | Toluca Publik: 9 890 Domare: Ayrton Vieira de Moraes (Brasilien) |

### Grupp 3
| Nr | Lag             | S | V | O | F | GM | IM | MS | P |
| -- | --------------- | - | - | - | - | -- | -- | -- | - |
| 1  | Brasilien       | 3 | 3 | 0 | 0 | 8  | 3  | +5 | 6 |
| 2  | England         | 3 | 2 | 0 | 1 | 2  | 1  | +1 | 4 |
| 3  | Rumänien        | 3 | 1 | 0 | 2 | 4  | 5  | −1 | 2 |
| 4  | Tjeckoslovakien | 3 | 0 | 0 | 3 | 2  | 7  | −5 | 0 |

| 3           | 2 juni 1970 | England         | 1 – 0           | Rumänien | Estadio Jalisco                                           |                                                           |
| 16:00 UTC−6 | 16:00 UTC−6 | Geoff Hurst 65′ | (0 – 0) Rapport |          | Guadalajara Publik: 50 560 Domare: Vital Loraux (Belgien) | Guadalajara Publik: 50 560 Domare: Vital Loraux (Belgien) |
| 16:00 UTC−6 | 16:00 UTC−6 |                 |                 |          | Guadalajara Publik: 50 560 Domare: Vital Loraux (Belgien) | Guadalajara Publik: 50 560 Domare: Vital Loraux (Belgien) |
| 16:00 UTC−6 | 16:00 UTC−6 |                 |                 |          | Guadalajara Publik: 50 560 Domare: Vital Loraux (Belgien) | Guadalajara Publik: 50 560 Domare: Vital Loraux (Belgien) |

| 7           | 3 juni 1970 | Brasilien                                 | 4 – 1           | Tjeckoslovakien     | Estadio Jalisco                                            |                                                            |
| 16:00 UTC−6 | 16:00 UTC−6 | Rivellino 24′ Pelé 59′ Jairzinho 61′, 83′ | (1 – 1) Rapport | 11′ Ladislav Petráš | Guadalajara Publik: 52 897 Domare: Ramón Barreto (Uruguay) | Guadalajara Publik: 52 897 Domare: Ramón Barreto (Uruguay) |
| 16:00 UTC−6 | 16:00 UTC−6 |                                           |                 |                     | Guadalajara Publik: 52 897 Domare: Ramón Barreto (Uruguay) | Guadalajara Publik: 52 897 Domare: Ramón Barreto (Uruguay) |
| 16:00 UTC−6 | 16:00 UTC−6 |                                           |                 |                     | Guadalajara Publik: 52 897 Domare: Ramón Barreto (Uruguay) | Guadalajara Publik: 52 897 Domare: Ramón Barreto (Uruguay) |

| 11          | 6 juni 1970 | Rumänien                                         | 2 – 1           | Tjeckoslovakien    | Estadio Jalisco                                          |                                                          |
| 16:00 UTC−6 | 16:00 UTC−6 | Alexandru Neagu 52′ Florea Dumitrache 75′ (str.) | (0 – 1) Rapport | 5′ Ladislav Petráš | Guadalajara Publik: 56 818 Domare: Diego De Leo (Mexiko) | Guadalajara Publik: 56 818 Domare: Diego De Leo (Mexiko) |
| 16:00 UTC−6 | 16:00 UTC−6 |                                                  |                 |                    | Guadalajara Publik: 56 818 Domare: Diego De Leo (Mexiko) | Guadalajara Publik: 56 818 Domare: Diego De Leo (Mexiko) |
| 16:00 UTC−6 | 16:00 UTC−6 |                                                  |                 |                    | Guadalajara Publik: 56 818 Domare: Diego De Leo (Mexiko) | Guadalajara Publik: 56 818 Domare: Diego De Leo (Mexiko) |

| 15          | 7 juni 1970 | Brasilien     | 1 – 0           | England | Estadio Jalisco                                           |                                                           |
| 12:00 UTC−6 | 12:00 UTC−6 | Jairzinho 59′ | (0 – 0) Rapport |         | Guadalajara Publik: 66 843 Domare: Abraham Klein (Israel) | Guadalajara Publik: 66 843 Domare: Abraham Klein (Israel) |
| 12:00 UTC−6 | 12:00 UTC−6 |               |                 |         | Guadalajara Publik: 66 843 Domare: Abraham Klein (Israel) | Guadalajara Publik: 66 843 Domare: Abraham Klein (Israel) |
| 12:00 UTC−6 | 12:00 UTC−6 |               |                 |         | Guadalajara Publik: 66 843 Domare: Abraham Klein (Israel) | Guadalajara Publik: 66 843 Domare: Abraham Klein (Israel) |

| 19          | 10 juni 1970 | Brasilien                   | 3 – 2           | Rumänien                                      | Estadio Jalisco                                                    |                                                                    |
| 16:00 UTC−6 | 16:00 UTC−6  | Pelé 19′, 67′ Jairzinho 22′ | (2 – 1) Rapport | 34′ Florea Dumitrache 84′ Emerich Dembrovschi | Guadalajara Publik: 50 804 Domare: Ferdinand Marschall (Österrike) | Guadalajara Publik: 50 804 Domare: Ferdinand Marschall (Österrike) |
| 16:00 UTC−6 | 16:00 UTC−6  |                             |                 |                                               | Guadalajara Publik: 50 804 Domare: Ferdinand Marschall (Österrike) | Guadalajara Publik: 50 804 Domare: Ferdinand Marschall (Österrike) |
| 16:00 UTC−6 | 16:00 UTC−6  |                             |                 |                                               | Guadalajara Publik: 50 804 Domare: Ferdinand Marschall (Österrike) | Guadalajara Publik: 50 804 Domare: Ferdinand Marschall (Österrike) |

| 23          | 11 juni 1970 | England                 | 1 – 0           | Tjeckoslovakien | Estadio Jalisco                                             |                                                             |
| 16:00 UTC−6 | 16:00 UTC−6  | Allan Clarke 50′ (str.) | (0 – 0) Rapport |                 | Guadalajara Publik: 49 292 Domare: Roger Machin (Frankrike) | Guadalajara Publik: 49 292 Domare: Roger Machin (Frankrike) |
| 16:00 UTC−6 | 16:00 UTC−6  |                         |                 |                 | Guadalajara Publik: 49 292 Domare: Roger Machin (Frankrike) | Guadalajara Publik: 49 292 Domare: Roger Machin (Frankrike) |
| 16:00 UTC−6 | 16:00 UTC−6  |                         |                 |                 | Guadalajara Publik: 49 292 Domare: Roger Machin (Frankrike) | Guadalajara Publik: 49 292 Domare: Roger Machin (Frankrike) |

### Grupp 4
| Nr | Lag          | S | V | O | F | GM | IM | MS | P |
| -- | ------------ | - | - | - | - | -- | -- | -- | - |
| 1  | Västtyskland | 3 | 3 | 0 | 0 | 10 | 4  | +6 | 6 |
| 2  | Peru         | 3 | 2 | 0 | 1 | 7  | 5  | +2 | 4 |
| 3  | Bulgarien    | 3 | 0 | 1 | 2 | 5  | 9  | −4 | 1 |
| 4  | Marocko      | 3 | 0 | 1 | 2 | 2  | 6  | −4 | 1 |

| 4           | 2 juni 1970 | Peru                                                           | 3 – 2           | Bulgarien                               | Estadio Nou Camp                                        |                                                         |
| 16:00 UTC−6 | 16:00 UTC−6 | Alberto Gallardo 50′ Héctor Chumpitaz 55′ Teófilo Cubillas 73′ | (0 – 1) Rapport | 13′ Dinko Dermendzhiev 49′ Hristo Bonev | León Publik: 13 765 Domare: Antonio Sbardella (Italien) | León Publik: 13 765 Domare: Antonio Sbardella (Italien) |
| 16:00 UTC−6 | 16:00 UTC−6 |                                                                |                 |                                         | León Publik: 13 765 Domare: Antonio Sbardella (Italien) | León Publik: 13 765 Domare: Antonio Sbardella (Italien) |
| 16:00 UTC−6 | 16:00 UTC−6 |                                                                |                 |                                         | León Publik: 13 765 Domare: Antonio Sbardella (Italien) | León Publik: 13 765 Domare: Antonio Sbardella (Italien) |

| 8           | 3 juni 1970 | Västtyskland                   | 2 – 1           | Marocko           | Estadio Nou Camp                                               |                                                                |
| 16:00 UTC−6 | 16:00 UTC−6 | Uwe Seeler 56′ Gerd Müller 80′ | (0 – 1) Rapport | 21′ Houmane Jarir | León Publik: 12 942 Domare: Laurens van Ravens (Nederländerna) | León Publik: 12 942 Domare: Laurens van Ravens (Nederländerna) |
| 16:00 UTC−6 | 16:00 UTC−6 |                                |                 |                   | León Publik: 12 942 Domare: Laurens van Ravens (Nederländerna) | León Publik: 12 942 Domare: Laurens van Ravens (Nederländerna) |
| 16:00 UTC−6 | 16:00 UTC−6 |                                |                 |                   | León Publik: 12 942 Domare: Laurens van Ravens (Nederländerna) | León Publik: 12 942 Domare: Laurens van Ravens (Nederländerna) |

| 12          | 6 juni 1970 | Peru                                         | 3 – 0           | Marocko | Estadio Nou Camp                                           |                                                            |
| 16:00 UTC−6 | 16:00 UTC−6 | Teófilo Cubillas 65′, 75′ Roberto Challe 67′ | (0 – 0) Rapport |         | León Publik: 13 537 Domare: Tofiq Bahramov (Sovjetunionen) | León Publik: 13 537 Domare: Tofiq Bahramov (Sovjetunionen) |
| 16:00 UTC−6 | 16:00 UTC−6 |                                              |                 |         | León Publik: 13 537 Domare: Tofiq Bahramov (Sovjetunionen) | León Publik: 13 537 Domare: Tofiq Bahramov (Sovjetunionen) |
| 16:00 UTC−6 | 16:00 UTC−6 |                                              |                 |         | León Publik: 13 537 Domare: Tofiq Bahramov (Sovjetunionen) | León Publik: 13 537 Domare: Tofiq Bahramov (Sovjetunionen) |

| 16          | 7 juni 1970 | Västtyskland                                                        | 5 – 2           | Bulgarien                             | Estadio Nou Camp                                                   |                                                                    |
| 12:00 UTC−6 | 12:00 UTC−6 | Reinhard Libuda 20′ Gerd Müller 27′, 52′ (str.), 88′ Uwe Seeler 67′ | (2 – 1) Rapport | 12′ Asparuh Nikodimov 89′ Todor Kolev | León Publik: 12 710 Domare: José María Ortiz de Mendíbil (Spanien) | León Publik: 12 710 Domare: José María Ortiz de Mendíbil (Spanien) |
| 12:00 UTC−6 | 12:00 UTC−6 |                                                                     |                 |                                       | León Publik: 12 710 Domare: José María Ortiz de Mendíbil (Spanien) | León Publik: 12 710 Domare: José María Ortiz de Mendíbil (Spanien) |
| 12:00 UTC−6 | 12:00 UTC−6 |                                                                     |                 |                                       | León Publik: 12 710 Domare: José María Ortiz de Mendíbil (Spanien) | León Publik: 12 710 Domare: José María Ortiz de Mendíbil (Spanien) |

| 20          | 10 juni 1970 | Västtyskland              | 3 – 1           | Peru                 | Estadio Nou Camp                                           |                                                            |
| 16:00 UTC−6 | 16:00 UTC−6  | Gerd Müller 19′, 26′, 39′ | (3 – 1) Rapport | 44′ Teófilo Cubillas | León Publik: 17 875 Domare: Abel Aguilar Elizalde (Mexiko) | León Publik: 17 875 Domare: Abel Aguilar Elizalde (Mexiko) |
| 16:00 UTC−6 | 16:00 UTC−6  |                           |                 |                      | León Publik: 17 875 Domare: Abel Aguilar Elizalde (Mexiko) | León Publik: 17 875 Domare: Abel Aguilar Elizalde (Mexiko) |
| 16:00 UTC−6 | 16:00 UTC−6  |                           |                 |                      | León Publik: 17 875 Domare: Abel Aguilar Elizalde (Mexiko) | León Publik: 17 875 Domare: Abel Aguilar Elizalde (Mexiko) |

| 24          | 11 juni 1970 | Bulgarien            | 1 – 1           | Marocko                | Estadio Nou Camp                                                |                                                                 |
| 16:00 UTC−6 | 16:00 UTC−6  | Dobromir Zhechev 40′ | (1 – 0) Rapport | 61′ Maouhoub Ghazouani | León Publik: 12 299 Domare: Antonio Ribeiro Saldanha (Portugal) | León Publik: 12 299 Domare: Antonio Ribeiro Saldanha (Portugal) |
| 16:00 UTC−6 | 16:00 UTC−6  |                      |                 |                        | León Publik: 12 299 Domare: Antonio Ribeiro Saldanha (Portugal) | León Publik: 12 299 Domare: Antonio Ribeiro Saldanha (Portugal) |
| 16:00 UTC−6 | 16:00 UTC−6  |                      |                 |                        | León Publik: 12 299 Domare: Antonio Ribeiro Saldanha (Portugal) | León Publik: 12 299 Domare: Antonio Ribeiro Saldanha (Portugal) |

## Slutspel

### Slutspelsträd
|  | Kvartsfinaler         | Kvartsfinaler         |                       |   | Semifinaler | Semifinaler |  |  | Final | Final |
|  |                       |                       |                       |   |             |             |  |  |       |       |
|  | 14 juni – Guadalajara |                       |                       |   |             |             |  |  |       |       |
|  |                       |                       |                       |   |             |             |  |  |       |       |
|  | Brasilien             | 4                     |                       |   |             |             |  |  |       |       |
|  | Brasilien             | 4                     | 17 juni – Guadalajara |   |             |             |  |  |       |       |
|  | Peru                  | 2                     |                       |   |             |             |  |  |       |       |
|  | Peru                  | 2                     | Brasilien             | 3 |             |             |  |  |       |       |
|  | 14 juni – Mexico City |                       | Brasilien             | 3 |             |             |  |  |       |       |
|  |                       | Uruguay               | 1                     |   |             |             |  |  |       |       |
|  | Uruguay (e.f.)        | Uruguay               | 1                     | 1 |             |             |  |  |       |       |
|  | Uruguay (e.f.)        |                       | 21 juni – Mexico City | 1 |             |             |  |  |       |       |
|  | Sovjetunionen         | 0                     |                       |   |             |             |  |  |       |       |
|  | Sovjetunionen         | 0                     | Brasilien             | 4 |             |             |  |  |       |       |
|  | 14 juni – Toluca      |                       | Brasilien             | 4 |             |             |  |  |       |       |
|  |                       | Italien               | 1                     |   |             |             |  |  |       |       |
|  | Italien               | Italien               | 1                     | 4 |             |             |  |  |       |       |
|  | Italien               | 17 juni – Mexico City |                       | 4 |             |             |  |  |       |       |
|  | Mexiko                | 0                     |                       |   |             |             |  |  |       |       |
|  | Mexiko                | 0                     | Italien (e.f.)        | 4 |             |             |  |  |       |       |
|  | 14 juni – León        |                       | Italien (e.f.)        | 4 |             |             |  |  |       |       |
|  |                       | Västtyskland          | 3                     |   | Bronsmatch  | Bronsmatch  |  |  |       |       |
|  | Västtyskland (e.f.)   | Västtyskland          | 3                     | 3 | Bronsmatch  | Bronsmatch  |  |  |       |       |
|  | Västtyskland (e.f.)   |                       | 20 juni – Mexico City | 3 |             |             |  |  |       |       |
|  | England               | 2                     |                       |   |             |             |  |  |       |       |
|  | England               | 2                     | Västtyskland          | 1 |             |             |  |  |       |       |
|  |                       |                       |                       |   |             |             |  |  |       |       |
|  | Uruguay               | 0                     |                       |   |             |             |  |  |       |       |
|  | Uruguay               | 0                     |                       |   |             |             |  |  |       |       |

### Kvartsfinaler
| 25          | 14 juni 1970 | Uruguay               | 0000 1 – 0 (e.fl.) | Sovjetunionen | Aztekastadion                                                         |                                                                       |
| 12:00 UTC−6 | 12:00 UTC−6  | Víctor Espárrago 117′ | (0 – 0) Rapport    |               | Mexico City Publik: 26 085 Domare: Laurens van Ravens (Nederländerna) | Mexico City Publik: 26 085 Domare: Laurens van Ravens (Nederländerna) |
| 12:00 UTC−6 | 12:00 UTC−6  |                       |                    |               | Mexico City Publik: 26 085 Domare: Laurens van Ravens (Nederländerna) | Mexico City Publik: 26 085 Domare: Laurens van Ravens (Nederländerna) |
| 12:00 UTC−6 | 12:00 UTC−6  |                       |                    |               | Mexico City Publik: 26 085 Domare: Laurens van Ravens (Nederländerna) | Mexico City Publik: 26 085 Domare: Laurens van Ravens (Nederländerna) |

| 26          | 14 juni 1970 | Italien                                                       | 4 – 1           | Mexiko                 | Estadio Luis Dosal                                      |                                                         |
| 12:00 UTC−6 | 12:00 UTC−6  | Javier Guzmán 25′ (sjm.) Gigi Riva 63′, 76′ Gianni Rivera 70′ | (1 – 1) Rapport | 13′ José Luis González | Toluca Publik: 26 851 Domare: Rudolf Scheurer (Schweiz) | Toluca Publik: 26 851 Domare: Rudolf Scheurer (Schweiz) |
| 12:00 UTC−6 | 12:00 UTC−6  |                                                               |                 |                        | Toluca Publik: 26 851 Domare: Rudolf Scheurer (Schweiz) | Toluca Publik: 26 851 Domare: Rudolf Scheurer (Schweiz) |
| 12:00 UTC−6 | 12:00 UTC−6  |                                                               |                 |                        | Toluca Publik: 26 851 Domare: Rudolf Scheurer (Schweiz) | Toluca Publik: 26 851 Domare: Rudolf Scheurer (Schweiz) |

| 27          | 14 juni 1970 | Brasilien                                          | 4 – 2           | Peru                                      | Estadio Jalisco                                           |                                                           |
| 12:00 UTC−6 | 12:00 UTC−6  | Roberto Rivelino 11′ Tostão 15′, 52′ Jairzinho 75′ | (2 – 1) Rapport | 28′ Alberto Gallardo 70′ Teófilo Cubillas | Guadalajara Publik: 54 233 Domare: Vital Loraux (Belgien) | Guadalajara Publik: 54 233 Domare: Vital Loraux (Belgien) |
| 12:00 UTC−6 | 12:00 UTC−6  |                                                    |                 |                                           | Guadalajara Publik: 54 233 Domare: Vital Loraux (Belgien) | Guadalajara Publik: 54 233 Domare: Vital Loraux (Belgien) |
| 12:00 UTC−6 | 12:00 UTC−6  |                                                    |                 |                                           | Guadalajara Publik: 54 233 Domare: Vital Loraux (Belgien) | Guadalajara Publik: 54 233 Domare: Vital Loraux (Belgien) |

| 28          | 14 juni 1970 | Västtyskland                                          | 0000 3 – 2 (e.fl.) | England                            | Estadio Nou Camp                                                |                                                                 |
| 12:00 UTC−6 | 12:00 UTC−6  | Franz Beckenbauer 68′ Uwe Seeler 82′ Gerd Müller 108′ | (0 – 1) Rapport    | 31′ Alan Mullery 49′ Martin Peters | León Publik: 23 357 Domare: Ángel Norberto Coerezza (Argentina) | León Publik: 23 357 Domare: Ángel Norberto Coerezza (Argentina) |
| 12:00 UTC−6 | 12:00 UTC−6  |                                                       |                    |                                    | León Publik: 23 357 Domare: Ángel Norberto Coerezza (Argentina) | León Publik: 23 357 Domare: Ángel Norberto Coerezza (Argentina) |
| 12:00 UTC−6 | 12:00 UTC−6  |                                                       |                    |                                    | León Publik: 23 357 Domare: Ángel Norberto Coerezza (Argentina) | León Publik: 23 357 Domare: Ángel Norberto Coerezza (Argentina) |

### Semifinaler
| 29          | 17 juni 1970 | Brasilien                                        | 4 – 1           | Uruguay          | Estadio Jalisco                                                           |                                                                           |
| 16:00 UTC−6 | 16:00 UTC−6  | Clodoaldo 44′ Jairzinho 76′ Roberto Rivelino 89′ | (1 – 1) Rapport | 19′ Luis Cubilla | Guadalajara Publik: 51 261 Domare: José María Ortiz de Mendibil (Spanien) | Guadalajara Publik: 51 261 Domare: José María Ortiz de Mendibil (Spanien) |
| 16:00 UTC−6 | 16:00 UTC−6  |                                                  |                 |                  | Guadalajara Publik: 51 261 Domare: José María Ortiz de Mendibil (Spanien) | Guadalajara Publik: 51 261 Domare: José María Ortiz de Mendibil (Spanien) |
| 16:00 UTC−6 | 16:00 UTC−6  |                                                  |                 |                  | Guadalajara Publik: 51 261 Domare: José María Ortiz de Mendibil (Spanien) | Guadalajara Publik: 51 261 Domare: José María Ortiz de Mendibil (Spanien) |

| 30          | 17 juni 1970 | Italien                                                                       | 0000 4 – 3 (e.fl.) | Västtyskland                                      | Aztekastadion                                                |                                                              |
| 16:00 UTC−6 | 16:00 UTC−6  | Roberto Boninsegna 8′ Tarcisio Burgnich 98′ Gigi Riva 104′ Gianni Rivera 111′ | (1 – 0) Rapport    | 90′ Karl-Heinz Schnellinger 94′, 110′ Gerd Müller | Mexico City Publik: 102 444 Domare: Arturo Yamasaki (Mexiko) | Mexico City Publik: 102 444 Domare: Arturo Yamasaki (Mexiko) |
| 16:00 UTC−6 | 16:00 UTC−6  |                                                                               |                    |                                                   | Mexico City Publik: 102 444 Domare: Arturo Yamasaki (Mexiko) | Mexico City Publik: 102 444 Domare: Arturo Yamasaki (Mexiko) |
| 16:00 UTC−6 | 16:00 UTC−6  |                                                                               |                    |                                                   | Mexico City Publik: 102 444 Domare: Arturo Yamasaki (Mexiko) | Mexico City Publik: 102 444 Domare: Arturo Yamasaki (Mexiko) |

### Bronsmatch
| 31          | 20 juni 1970 | Västtyskland         | 1 – 0           | Uruguay | Aztekastadion                                                   |                                                                 |
| 16:00 UTC−6 | 16:00 UTC−6  | Wolfgang Overath 26′ | (1 – 0) Rapport |         | Mexico City Publik: 104 403 Domare: Antonio Sbardella (Italien) | Mexico City Publik: 104 403 Domare: Antonio Sbardella (Italien) |
| 16:00 UTC−6 | 16:00 UTC−6  |                      |                 |         | Mexico City Publik: 104 403 Domare: Antonio Sbardella (Italien) | Mexico City Publik: 104 403 Domare: Antonio Sbardella (Italien) |
| 16:00 UTC−6 | 16:00 UTC−6  |                      |                 |         | Mexico City Publik: 104 403 Domare: Antonio Sbardella (Italien) | Mexico City Publik: 104 403 Domare: Antonio Sbardella (Italien) |

### Final
| 32          | 21 juni 1970 | Brasilien                                            | 4 – 1   | Italien                | Aztekastadion                                                   |                                                                 |
| 12:00 UTC−6 | 12:00 UTC−6  | Pelé 18′ Gérson 66′ Jairzinho 71′ Carlos Alberto 86′ | Rapport | 37′ Roberto Boninsegna | Mexico City Publik: 107 412 Domare: Rudi Glöckner (Östtyskland) | Mexico City Publik: 107 412 Domare: Rudi Glöckner (Östtyskland) |
| 12:00 UTC−6 | 12:00 UTC−6  |                                                      |         |                        | Mexico City Publik: 107 412 Domare: Rudi Glöckner (Östtyskland) | Mexico City Publik: 107 412 Domare: Rudi Glöckner (Östtyskland) |
| 12:00 UTC−6 | 12:00 UTC−6  |                                                      |         |                        | Mexico City Publik: 107 412 Domare: Rudi Glöckner (Östtyskland) | Mexico City Publik: 107 412 Domare: Rudi Glöckner (Östtyskland) |

## Statistik

### Skytteliga
10 mål
- Gerd Müller

7 mål
- Jairzinho

5 mål
- Teófilo Cubillas

4 mål
| - Pelé | - Anatoliy Byshovets |  |  |

3 mål
| - Rivelino | - Luigi Riva | - Uwe Seeler |  |

2 mål
| - Raoul Lambert - Wilfried Van Moer - Tostão | - Roberto Boninsegna - Gianni Rivera | - Javier Valdivia - Alberto Gallardo | - Florea Dumitrache - Ladislav Petráš |

1 mål
| - Carlos Alberto - Clodoaldo - Gérson - Hristo Bonev - Dinko Dermendzhiev - Todor Kolev - Asparuh Nikodimov - Dobromir Zhechev - Allan Clarke - Geoff Hurst | - Alan Mullery - Martin Peters - Mordechai Spiegler - Tarcisio Burgnich - Angelo Domenghini - Maouhoub Ghazouani - Mohammed Houmane - Juan Ignacio Basaguren - Javier Fragoso | - José Luis González - Gustavo Peña - Roberto Challe - Héctor Chumpitaz - Emerich Dembrovschi - Alexandru Neagu - Kakhi Asatiani - Vitaly Khmelnitsky - Ove Grahn | - Tom Turesson - Luis Cubilla - Víctor Espárrago - Ildo Maneiro - Juan Mujica - Franz Beckenbauer - Reinhard Libuda - Wolfgang Overath - Karl-Heinz Schnellinger |

Självmål
- Javier Guzmán (mot Italien)